# Calomnies (film)
Pour les articles homonymes, voir Calomnie.
Pour plus de détails, voir Fiche technique et Distribution.
Calomnies est un film français réalisé par Jean-Pierre Mocky, sorti en 2014.

## Synopsis
Jeune député intègre nouvellement élu, Xavier Durmont est chargé par un représentant de la Cour des Comptes d'enquêter sur une affaire suspecte de déchetteries impliquant un ministre. Pourtant, alors qu'il prend ce dossier très au sérieux, il devient la cible de calomnies orchestrées par l'agence d'un mystérieux Armand, spécialisée dans l'humiliation et la destruction de la réputation d'autrui. Mais, déterminé et solide, Xavier démontre qu'il a du tempérament et qu'il compte bien faire éclater au grand jour la vérité, quitte à risquer sa vie…

## Fiche technique
- Titre : Calomnies
- Réalisation : Jean-Pierre Mocky
- Scénario : André Ruellan et Jean-Pierre Mocky
- 1er assistant réalisateur, montage : Antoine Delelis
- Chef décorateur : Arnaud Chaffard
- Régisseur Général : Laurent Biras
- Photographie : Jean-Paul Sergent
- Assistant opérateur : Gauthier Chassagne
- Son : Francis Bonfanti
- Musique : Vladimir Cosma
- Production : Jean-Pierre Mocky, Vladimir Cosma et Jean-Maurice Belayche
- Sociétés de production : Mocky Delicious products, Nompareille productions
- Distribution : Zodiak Rights
- Langue : français
- Dates de sortie : 
  -  France : 19 novembre 2014

## Distribution
- Guy Marchand : Horace
- Marius Colucci : Xavier
- Agnès Soral : Kenou
- Faustine Léotard : Gisèle
- Jean-Pierre Mocky : Armand
- Philippe Duquesne : David
- Jonathan Lambert : Drimi
- Alain Bouzigues : Lousteau
- Jean Abeillé : Dugommier
- Jean-Pierre Clami : Brodes
- Eloïse Chatillon : Lona
- Léopold Bellanger : Ephèbe
- Olivier Hémon : Ecclésiastique
- Guillaume Delaunay : Garpa
- Emmanuelle Weber : Hélène
- Michel Stobac : Fou
- Freddy Bournane : Sous Préfet
- Bing Yin : Li Fang
- Laurent Biras : Lenoir
- Jacopo Menicagli : Pedro